# Kahetija
Kahetija (gruz. კახეთი, K’akheti) je regija (mhare) u istočnoj Gruziji, oformljena 1990. godine od povijesne provincije Kahetije i male planinske provincije Tušetije. Glavni grad je Telavi. Regija se sastoji od osam administrativnih okruga: Telavi, Gurdžani, Kvareli, Sagaredžo, Dedoplisckaro, Signagi, Lagodehi i Ahmeta. Kahetija graniči s Ruskom Federacijom (Čečenijom na sjeveru i Dagestanom na sjeveroistoku), Azerbejdžanom na jugoistoku, te regijama Mcheta-Mtianetija i Donja Kartlija na zapadu. Kahetija ima jak jezični i kulturni identitet, budući da njegova etnografska podskupina Kahetinaca govori kahetski dijalekt gruzijskog jezika.
Gruzijski samostanski kompleks David Garedža djelomično se nalazi u ovoj provinciji i predmet je graničnog spora između gruzijskih i azerbajdžanskih vlasti. Popularne turističke atrakcije u Kahetiji su Tušetija, Gremi, Signagi, Kvetra, Bodbe, Nacionalni rezervat Lagodehija i samostan Alaverdi. Regija je poznata po proizvodnji vina, osobito u mikroregijama Telavi i Kvareli.

## Administartivna podjela
Regija Kahetija podijeljena je na osam okruga:
| Ime           | Površina  | Stanoviništvo |
| ------------- | --------- | ------------- |
| Telavi        | 1 094 km2 | 58 350        |
| Ahmeta        | 2 248 km2 | 31 461        |
| Gurdžani      | 849 km2   | 54 337        |
| Kvareli       | 1 000 km2 | 29 827        |
| Dedoplisckaro | 2 531 km2 | 21 221        |
| Lagodehija    | 890 km2   | 41 678        |
| Sagaredžo     | 1 515 km2 | 51 761        |
| Signagi       | 1 251 km2 | 29 948        |

Osim moderne administrativne podjele na okruge, Kahetija je tradicionalno podijeljena na četiri dijela: 
- Unutarnju Kahetiju (შიდა კახეთი, Šida Kaheti) istočno od planinskog lanca Civ-Gombori, uz desnu obalu rijeke Alazani;
- Vanjsku Kahetiju (გარე კახეთი, Gare Kaheti) duž srednjeg porječja rijeke Iori;
- Kiziki (ქიზიყი) između Alazanija i Iore;
- Stražnje područje (გაღმა მხარი, Gagma Mhari) na lijevoj obali Alazanija. Uključuje i srednjovjekovnu regiju Heretiju čije je ime postupno zaboravljeno od 15. stoljeća.

## Povijest
Kahetija je bila nezavisna kneževina od kraja 8. stoljeća. Početkom 11. stoljeća, ali na manje od desetljeća, uklopljena je u ujedinjeno Gruzijsko kraljevstvo. Tek početkom 12. stoljeća gruzijski kralj David Graditelj (oko 1089. – 1125.) uspješno je uključio Kahetiju u svoje kraljevstvo.
Nakon raspada Gruzijskog kraljevstva, Kahetija je postala neovisna Kraljevina 1460-ih. Od ranog 16. stoljeća do ranog 19. stoljeća, Kahetija i susjedna Kartlija bile su pod povremenom iranskom vlašću. Godine 1616. šah Abas deportirao je stotine tisuća etničkog kahetskog gruzijskog stanovništva u Iran i uništio regiju tijekom svoje kaznene kampanje protiv Teimuraza I., njegovog nekada najodanijeg podanika. Tijekom svih ovih stoljeća regija je bila sastavni dio Irana i priskrbila je mnoge značajne generale, upravitelje žene i stotine tisuća seljaka iranskim gospodarima. Godine 1762. Kahetsko kraljevstvo ujedinjeno je sa susjednom gruzijskom kraljevinom Kartlijom. Time je nastalo Kraljevstvo Kartlije i Kahetije pod kraljem Heraklom II. Nakon Georgijevskog sporazuma i pljačke Tbilisija od strane Muhameda-han Kadžara, 1801. godine, Kraljevstvo Kartlije i Kahetije pripojeno je Ruskom Carstvu. Ruski suverenitet nad Kahetijom i ostatkom Gruzije priznala je iranska Kadžarska dinastija Gulistanskim sporazumom 1813. godine.
Od 1918. do 1921. godine, Kahetija je bila dio nezavisne Demokratske Republike Gruzije; od 1922. do 1936. dio Zakavkaske SFSR, te od 1936. do 1991. godine dio Gruzijske SSR. Od gruzijske neovisnosti 1991. godine, Kahetija je regija republike Gruzije. Telavi je i dalje njezin glavni grad.

## External links
- Mrežna stranica Kahetske samouprave  Arhivirana inačica izvorne stranice od 27. listopada 2021. (Wayback Machine)